# Оронтиум
Оронтиум (лат. Orontium) — монотипный или олиготипный род однодольных растений семейства Ароидные (Araceae). Выделен шведским систематиком Карлом Линнеем в 1753 году.
Представители рода известны ещё со времён верхнего мела.
Таксономическое название рода Orontium происходит из древнегреческого слова, обозначавшего некоторое растение, росшее на реке Оронт.

## Систематика
Единственный современный вид — Оронтиум водный (Orontium aquaticum). В 2007 году группой палеонтологов было обнаружено ещё два его ископаемых родственника — Orontium mackii и Orontium wolfei, произраставших ещё во времена верхнего мелового и палеогенового периодов (100,5—23,03 млн лет назад).
- Orontium aquaticum L.
- † Orontium mackii Bogner, K.R. Johnson, Kvaček & Upchurch
- † Orontium wolfei Bogner, K.R. Johnson, Kvaček & Upchurch

## Распространение и среда обитания
Единственный сохранившийся до наших дней вид является эндемиком США, распространённый от востока страны до штата Техас; два же других ископаемых вида были распространены в западной части Северной Америки. Оронтиум водный растёт в прудах, ручьях и неглубоких озёрах. Предпочитает кислые условия среды.

## Общая характеристика
Водно-болотные травянистые растения с вертикальным корнем.
Листья продолговато-эллиптические, заострённые, по нескольку на каждом растении, сгруппированные, бледно-зелёные сверху и тёмно-голубовато-зелёные снизу.
Цветки обычно обоеполые, без прицветника.
Плоды от зелёного до сине-зелёного цвета, несут одно семя.

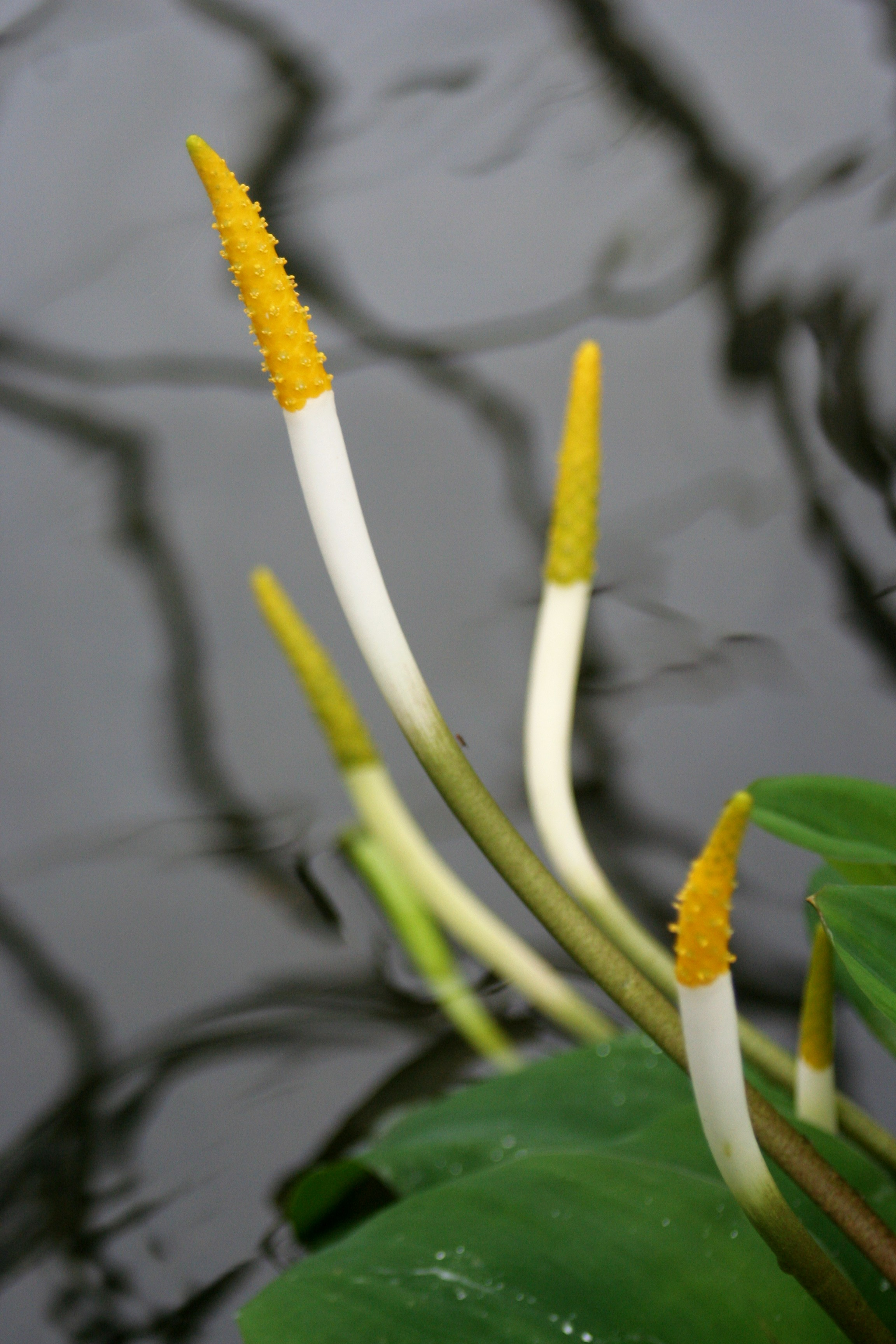
O. aquaticum
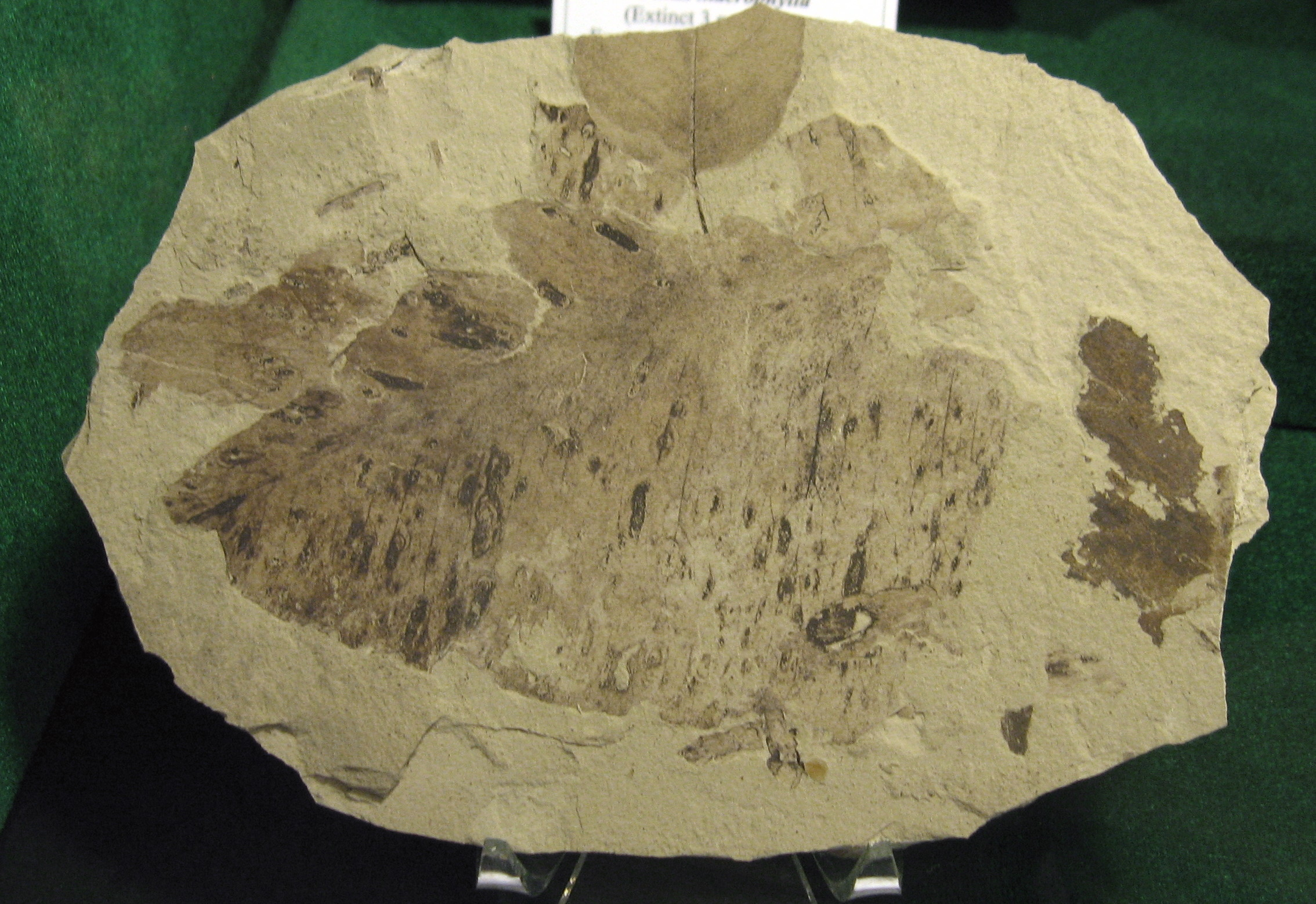
O. wolfei